# Michael Jackson: The Immortal World Tour
Michael Jackson: The Immortal World Tour is een wereldtournee van circusgroep Cirque du Soleil, gebaseerd op de muziek van Michael Jackson. De tournee begon op 2 oktober 2011 in Montreal in Canada en liep door tot 30 juni 2013 om in Taipei te eindigen.
De concerten van de tournee bevatten liveoptredens van artiesten van Cirque du Soleil en bewerkte versies van de nummers van Michael Jackson. Een deel van deze nummers werd uitgebracht op het album Immortal.